# Estelle
Estelle Fanta Swaray (18. siječnja 1980.) je britanska R&B pjevačica. Godine 2009. osvojila je Grammy za pjesmu American boy, zajedno s Kanyejem Westom te triput osvojila nagradu za najboljeg ženskog izvođača na "UK Hip-Hop Awards" [nedostaje izvor].

## Karijera
- 2004. je stupila na scenu s dvjema pjesmama "1980" i "Free" i osvojila nagradu MOBO za najboljeg novog izvođača. Njen prvi album The 18th Day bio je 35. na britanskim listama albuma.[nedostaje izvor]
- 2008. je snimila pjesmu American boy zajedno s Kanyejem Westom. Pjesma je bila na vrhu top lista u svim zemljama.[nedostaje izvor]
- 2009. je snimila pjesmu "One Love" s francuskim DJ-em Davidom Guettom.
- 2010. je snimila pjesmu "Freak" zajedno s Kardinalom Offishallom.

## Diskografija
Albumi
- 2004.: The 18th Day
- 2008.: Shine
- 2010.: All of Me

## Vanjske poveznice
Službena stranica  Arhivirana inačica izvorne stranice od 23. kolovoza 2010. (Wayback Machine)